# Морден (Манитоба)
Морден (енгл. Morden) је град у крајњем јужном делу канадске провинције Манитоба и налази се у географско-статистичкој регији Пембина Вали. Налази се на око 20 км северно од границе са америчком савезном државом Северна Дакота, односно око 11 км западније од града Винклера. 
Град је аутопутем 3 повезан са остатком провинције, док према америчкој граници воде магистрални друмови 75 и 32.

## Историја
Насеље се развило из одмаралишта 1882. као Шевал, након што је деоница железничке пруге Канадске пацифичке железнице прошла кроз тај крај. Услед раста броја становника насеље је већ 1895. добило службени статус села, а 1903. и статус варошице. Одлуком провинцијске владе од 24. августа 2012. Мордену је додељен статус провинцијског града.

## Демографија
Према резултатима пописа становништва из 2011. у граду је живело 7.812 становника у укупно 3.250 домаћинстава, што је раст од 18,9% у односу на 6.571 житеља колико је регистровано 
приликом пописа 2006. године.
| 1996. | 2001. | 2006. | 2011. | 2016. |
| ----- | ----- | ----- | ----- | ----- |
| 5.689 | 6.142 | 6.571 | 7.812 | 8.668 |

## Култура и туризам
У граду се сваке године у последњој недељи месеца августа одржава фестивал кукуруза и јабука који представљају две најважније пољопривредне културе у овој области (одржава се од 1967). 
Морден је проглашен културном престоницом Канаде за 2008. годину.
У граду се налази и велики истраживачки и музејски центар посвећен изучавању и чувању фосилних остатака маринских рептила са највећом колекцијом фосила у целој Канади. 